# San Naing
San Naing, född 5 mars 1991, är en myanmarisk långdistanslöpare.
Naing tävlade för Myanmar vid olympiska sommarspelen 2016 i Rio de Janeiro, där han blev utslagen i försöksheatet på 5 000 meter.